# Acrotocepheus wallacei
Acrotocepheus wallacei är en kvalsterart som beskrevs av Sandór Mahunka 1989. Acrotocepheus wallacei ingår i släktet Acrotocepheus och familjen Otocepheidae. Inga underarter finns listade i Catalogue of Life.